# Persoonia cordifolia
Persoonia cordifolia (лат.) — кустарник, вид рода Персоония (Persoonia) семейства Протейные (Proteaceae), эндемик юга Западной Австралии. Раскидистый куст с широкими сердцевидными листьями и ярко-жёлтыми цветками.

## Ботаническое описание
Persoonia cordifolia — прямостоячий, округло-раскидистый кустарник высотой 1-2 м со множеством стеблей, отходящих от основания. Имеет гладкую пеструю серую кору. Листья расположены в противоположных парах, широкосердцевидные, 7-12 мм в длину и 6-13 мм в ширину. Цветки расположены группами от двух до восьми штук вдоль цветоноса длиной до 25 мм, который после цветения перерастает в листовой побег. Цветок расположен на цветоножке 3-5 мм длиной. Листочки околоцветника ярко-жёлтые, длиной около 11 мм с ярко-жёлтыми пыльниками. Цветение происходит с декабря по январь.

## Таксономия
Впервые вид был официально описан Питером Уэстоном в 1994 году в журнале Telopea по образцам, собранным в 1991 году Уильямом Р. Арчером недалеко от горы Хейвуд, в 130 км к северо-востоку от Эсперанса.

## Распространение и местообитание
P. cordifolia — эндемик Западной Австралии. Известен только из типового местоположения и ещё одного места в 8,5 км, где вид растёт на пустоши на юге Западной Австралии.